# اولیو موریس
اولیو موریس (۱۹۵۲–۱۹۷۹) رهبر و فعال اجتماعی سیاه‌پوست و فمینیست بود که در مبارزه سیاه‌پوستان، مبارزه ملی و مبارزه احقاق حقوق سیاه‌پوستان فعالیت کرده‌است.

## اوایل زندگی
او متولد جامائیکا بود و از ۹ سالگی به همراه خانواده خود به لندن مهاجرت کرد و در کشور انگلستان در کالج تحصیل کرد.

## زندگی و فعالیت
در ۱۵ نوامبر ۱۹۶۹، کلمنت گوموالک، دیپلمات نیجریه‌ای مورد بدرفتاری پلیس قرار گرفت، کسی در پلیس دیپلمات بودن او را باور نکرد، موریس در گزارشی از این حادثه رفتار غیرانسانی با سیاه پوستان را نمایش داد.

### جنبش پلنگ سیاه
در اوایل دهه ۱۹۷۰ موریس در کنار لینتون کوزی جانسون و کلوویس رید به عضویت در بخش جوانان جنبش سیاه پلنگ انگلیس (بعداً جنبش سیاه کارگران) درآمد.

### گروه زنان سیاه Brixton
او عضو مؤسس گروه زنان سیاه Brixton بود که در سال ۱۹۷۴ تأسیس شد. هدف این گروه ارتقا آگاهی دربارهٔ سیاه پوستان و زنان سیاه بود.
موریس بین سالهای ۱۹۷۵ و ۱۹۷۸ در دانشگاه منچستر تحصیل کرد و همزمان به فعالیت‌ها و مبارزه سیاسی خود ادامه داد.

### سازمان زنان تبار آفریقایی و آسیایی (OWAAD)
او عضو مؤسس سازمان زنان تبار آفریقایی و آسیایی (OWAAD) در لندن بود. OWAAD نخستین کنفرانس خود را در مرکز Abeng در مرکز گرشام در بریکسون برگزار کرد.

## مرگ
موریس در طی سفر به اسپانیا بیمار شد و در سال ۱۹۷۹ در بیمارستان سنت توماس درگذشت.